# 6299 Reizoutoyoko
6299 Reizoutoyoko (1988 XQ1) là một tiểu hành tinh vành đai chính được phát hiện ngày 5 tháng 12 năm 1988 bởi M. Arai và H. Mori ở Yorii.